# Dámaso Alonso
Dámaso Alonso, il cui nome completo è Dámaso Alonso y Fernández de las Redondas, (Madrid, 3 ottobre 1898 – Madrid, 25 gennaio 1990), è stato un poeta, scrittore e filologo spagnolo, appartenente alla generazione del '27. Premio Miguel de Cervantes 1978.

## Biografia
Dámaso Alonso nacque a Madrid e trascorse la sua infanzia a La Felguera, nelle Asturie. Studiò a Madrid presso i gesuiti di Chamartín. È considerato un membro della Generazione del '27, ma anche della prima generazione del dopoguerra. Laureato in Diritto, Filosofia e Lettere, si formò nel Centro di Studi Storici (Centro de Estudios Históricos) diretto da Ramón Menéndez Pidal prendendo parte attivamente alle attività della Residencia de Estudiantes diretta dal krausista Alberto Jiménez Fraud. Qui conosce Federico García Lorca, Luis Buñuel, Pepín Bello e Salvador Dalí; nel 1917, durante una vacanza, conosce Vicente Aleixandre, con il quale stringe un forte legame d'amicizia e con cui finirà per convivere nella Spagna franchista. Collaborò alla Revista de Occidente e a Los Cuatro Vientos, e riportò in auge la poetica culterana di Luis de Góngora, elaborando per spiegarla una fortunata teoria sull'espressione poetica detta Estilística. Curò nel 1927 un'edizione critica delle Soledades dello stesso Góngora accompagnata da una sua parafrasi esplicativa, oltre a diversi studi sullo stesso autore negli anni successivi. Insegnò a Oxford per due anni e in seguito fu cattedratico dell'Università di Valencia e in seguito di filologia romanza all'Università di Madrid, dove fu professore, tra gli altri, di Fernando Lázaro Carreter. Nel 1948 fu nominato membro della Real Academia de la Historia; inoltre ricevette il Premio Cervantes nel 1978. Morì nel 1990.

## L'opera poetica
Si classifica come poesía pura (poesia pura) di ispirazione juanramoniana il suo libro Poemas puros, poemillas de la ciudad (1924). A partire dal 1939, il grande colpo della Guerra Civile e del non meno disperato dopoguerra lo commuovono profondamente e pubblica la sua opera più importante, Hijos de la ira (1944; seconda edizione corretta e aumentata nel 1946) dove, ispirandosi al procedimento stilistico del parallelismo progressivo presente nella poesia biblica dei salmi penitenziali e alla filosofia esistenzialista del dopoguerra, esprime una visione lacerata e cupa della condizione umana, utilizzando molti versetti (versículos) e un linguaggio violento che dà accesso a un lessico volgare e malsonante. Accusa, maledice, protestando contro il grottesco spettacolo del mondo, immerso allora in una terribile guerra globale.
Seguirono a questa opera solitaria, che inaugura e ispira la cosiddetta Poesía desarraigada (insieme a Sombra del paraíso del suo amico Vicente Aleixandre), Hombre y Dios (1955) e Oscura noticia (1959), due lirici libri di poesía desarraigada (poesia sradicata) di molta intima religiosità. Il titolo dell'ultimo proviene da San Giovanni della Croce: «La conoscenza che ti infonde Dio, è oscura». Vi traspare un'impronta esistenzialista ed è visibile l'influenza di James Joyce, il cui racconto Ritratto dell'artista adolescente aveva tradotto Alonso sotto lo pseudonimo e anagramma di Alfonso Donado nel 1926. In questa tematica religiosa la sua ultima incursione è Duda y amor sobre el Ser Supremo (dubbio e amore sopra l'Essere Supremo) del 1985.

## Il suo lavoro come filologo ed editore
A questa fase corrisponde anche il suo importante lavoro filologico, fondamentalmente nell'ambito della stilistica, rappresentata dai seguenti studi: La poesía de san Juan de la Cruz (1942), Poesia spagnola: Saggio di metodi e limiti stilistici (1950) e Estudios y ensayos gongorinos (1955). Scrive, Isabella Groppali, che  "la sua investigazione si sviluppa in tre momenti essenziali: il primo si identifica con il momento d'immediato contatto fra il lettore, non necessariamente colto, e l'opera d'arte, e consiste in una intuizione totalizzatrice dei dati più superficiali in essa raccolti. Il secondo contatto è compito della critica attenta e sensibilissima, non solo capace di recepire determinati stimoli ma anche in grado di elaborarli e quindi di comunicarli. Entrambi questi momenti sono intuitivi e quindi "ascientifici" ; l'Autore, però, intravede un terzo momento conoscitivo, che è anche il più perfetto e completo, costituito da un rigoroso esame che non si ferma all'indagine dello " stato" ma investiga pure sul "divenire" dell'opera studiata. Inoltre, l'Autore afferma l'"unicità" dell'opera letteraria e di conseguenza l'impossibilità di stabilire regole fisse nel procedimento dello studio di essa" .Le opere complete di Damaso Alonso sono state edite in dieci tomi dalla Editorial Gredos (Madrid, 1972-1993).
Fondò la collezione Biblioteca Románica Hispánica nella Editorial Gredos e fu direttore della Revista de Filología Española. Come direttore della Real Academia Española de la Lengua cercò di unire in un lavoro comune le restanti accademie americane della lingua (spagnola), al fine di evitare o ritardare la temuta frammentazione linguistica dell'idioma. La sua vasta biblioteca specializzata fu donata dopo la sua morte alla Real Academia Española.